# Ácido perclórico

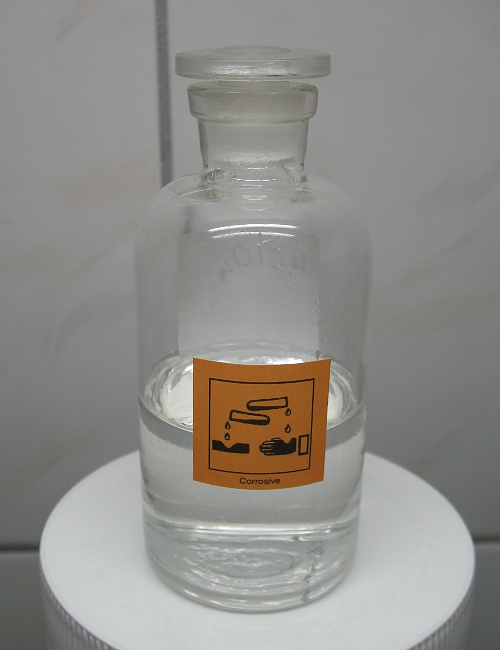

Ácido perclórico es la denominación que se le otorga al ácido que resulta de la unión del óxido perclórico con H2O. Recibe tal nombre debido a que el cloro actúa con el estado de oxidación +7, que es el mayor de los cuatro que posee el (+1, +3, +5 y +7).
Es un ácido muy fuerte que tiene la magnitud más baja de pKa de los ácidos, por lo que en disolución acuosa se disocia totalmente. Es altamente corrosivo, y a concentraciones superiores al 72% es inestable y puede resultar explosivo, por lo que se deben tomar precauciones al manipularlo.

## Fórmula química
La fórmula del ácido perclórico es HClO4, y se obtiene por los siguientes 
pasos:
- Formación del óxidos ácidos:
2 Cl2 + 7 O2 → 2 Cl2O7
- Formación del ácido: 
Cl2O7 + H2O → 2 HClO4